# Higuera la Real
Higuera la Real est une commune d’Espagne, dans la province de Badajoz, communauté autonome d'Estrémadure.

## Les Hospitaliers
Une partie d'Higuera la Real était une commanderie des Hospitaliers de l'ordre de Saint-Jean de Jérusalem qui faisait partie du grand prieuré de Castille-et-León devenue une chambre priorale au milieu du XVe siècle.